# Nicko McBrain
Nicko McBrain, egentligen Michael Henry McBrain, född 5 juni 1952 i Hackney, London, England, är en brittisk musiker. Han är sedan 1982 trummis i Iron Maiden. McBrain medverkade som låtskrivare på låten New Frontier på albumet Dance of Death.
Den 7 december 2024 meddelade McBrain att han slutar att turnera med Iron Maiden.

## Biografi
McBrains skolband spelade covers på tidiga Rolling Stones- och Beatleslåtar. När han var fjorton spelade han på halvprofessionellt på pubar och bröllop. När han blev duktigare med tiden, och började behärska andra sorters musik, började han få jobb som studiomusiker. Det var mycket eftertraktat i 1960-talets schlagerindustri. 
Studiojobben inbringade hyrespengar, men McBrain hade ambitioner att bli medlem i ett band. Han gick med ett band som hette "The 18th Fairfield Walk" och som senare blev känt som Peyton Bond. De inriktade sig på covers från Otis Redding, The Beatles och The Who. När McBrain fick ett erbjudande från en mera ambitiös grupp som kallade sig "The Wells Street Blues Band" tackade han ja. Bandet utvecklades från hardcoreblues till det progressiva bluesbandet "The Axe", ett namn de bytte till 1969.
"The Axe" skrev eget material i sitt set. Men sedan uppstod en konflikt mellan sångaren och en av gitarristerna. Bandet splittrades. Nu försökte McBrain på nytt. Den här gången med en sångare och keyboardist vid namn Billy Day och hans låtskrivarpartner som också var gitarrist, Michael Lesley.
Nicko gjorde några kortlivade försök att starta ett eget band, men det lyckades inget vidare. Han var med i ett band som hette The Blossom Toes och som hade ett skivkontrakt på gång. Han fick senare ett erbjudande av Streetwalkers, eftersom deras trummis hade hoppat av. Det var på en av Streetwalkers tidigare turnéer som Nicko för första gången träffade Rod Smallwood. 
Streetwalkers splittrades precis i början av 80-talet, på grund av en i bandet som ville göra solokarriär. Han började om igen, först i bandet The Pat Travers Band och sedan i det politiskt franska rockbandet Trust. När han var på turné med det sistnämnda bandet träffade han Clive Burr, den dåvarande trummisen i Iron Maiden. Han lärde känna Burr långt innan han fick erbjudandet om att börja i Maiden. 
Iron Maidens hårda turnéschema visade sig vara för mycket för Clive Burr som sedermera hoppade av. McBrain erbjöds platsen och han tackade ja. McBrain visade sig vara en mycket duktig trummis och han blev snabbt accepterad av fansen. 2003 medverkade han för första gången som låtskrivare med låten "New Frontier" på albumet Dance of Death, som handlar om kloning av människor, något som han är emot.

## Diskografi

### Streetwalkers
- Downtown Flyers (1975)
- Red Card (1976)

### Pat Travers
- Making Magic (1977)
- Putting it Straight (1977)

### Trust
- Marche ou Creve (Franska originaltiteln) Savage (Engelska utgåvan) (1981)

### Studioalbum och livealbum med Iron Maiden
- Piece of Mind (1983)
- Powerslave (1984)
- Live After Death (1985)
- Somewhere in Time (1986)
- Seventh Son of a Seventh Son (1988)
- No Prayer for the Dying (1990)
- Fear of the Dark (1992)
- A Real Live One (1993)
- A Real Dead One (1993)
- Live at Donington (1993)
- The X Factor (1995)
- Virtual XI (1998)
- Brave New World (2000)
- Rock in Rio (2002)
- Dance of Death (2003)
- Death on the Road (2006)
- A Matter of Life And Death (2006)
- The Final Frontier (2010)
- En Vivo! (2012)
- The Book of Souls (2015)